# Île de Toraigh
L'île de Toraigh est une île située au nord-ouest de l'Irlande. Son nom en irlandais est Oileán Thoraigh.

## Situation
L'île de Toraigh est située à neuf miles de la côte nord est de Donegal, en Irlande. L'île mesure 4 kilomètres de long sur 2 de large. Depuis le port de Bun Beag, 1 h 20 de traversée sont nécessaires pour rejoindre l'île en ferry, environ 40 minutes depuis le port de Machaire Rabhartaigh.
L'hiver, il peut être impossible d'effectuer la traversée par voie maritime, il est alors nécessaire d'emprunter un hélicoptère. 

## Population

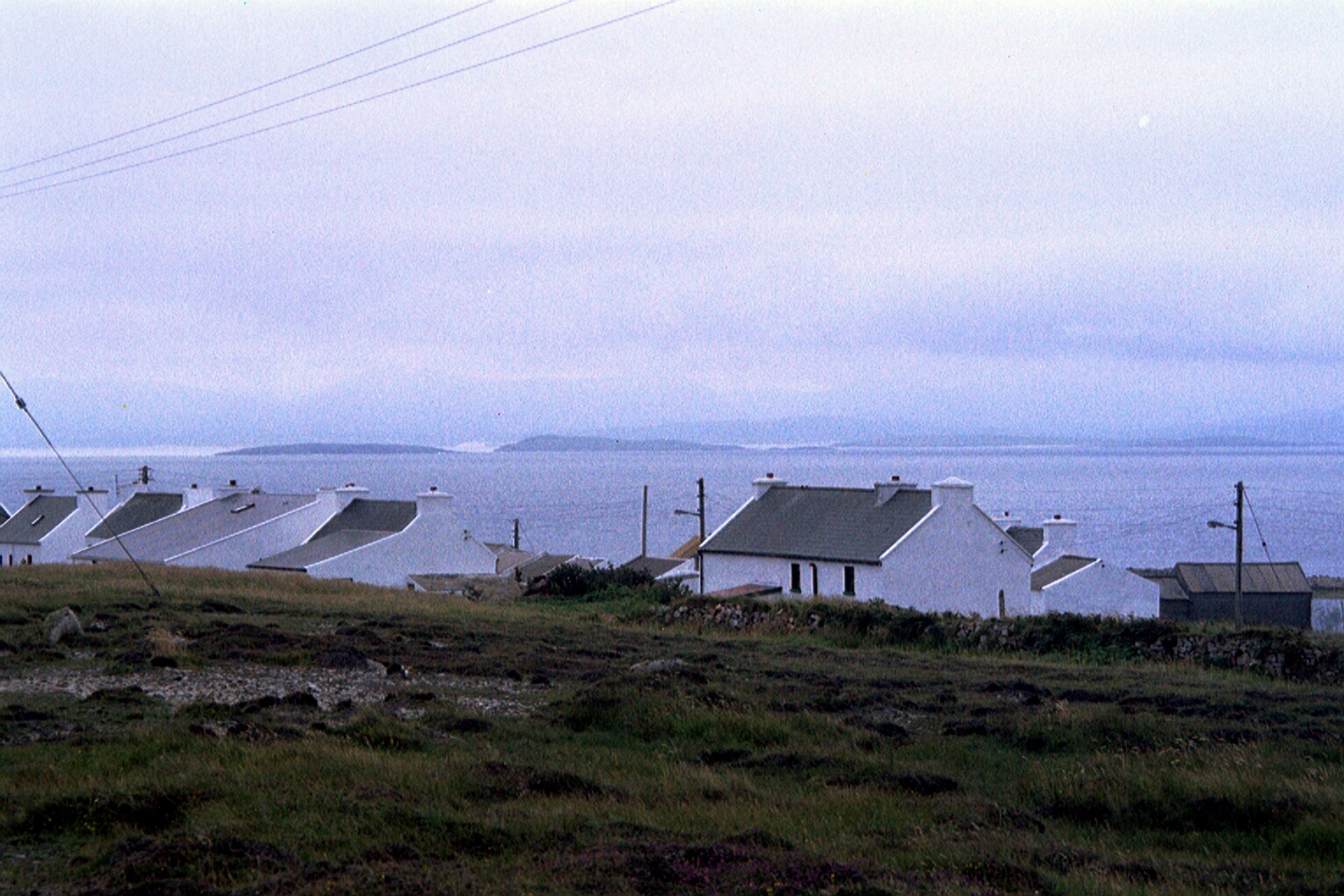
Quelques maisons de l'ile de Toraigh.

En 2002 on recense 150 habitants considérés comme permanents sur l'île de Toraigh.
Toraigh est « dirigée » par le doyen de l'ile, considéré comme le « roi » des lieux. Il accueille personnellement tous les touristes débarquant sur l'ile et, selon la tradition, il embrasse chaque jeune fille qui débarque sur l'île.

## Économie
Beaucoup d'insulaires travaillent en dehors de l'île une partie de l'année et reviennent y vivre l'autre. La pêche et le tourisme sont les deux secteurs majeurs sur l'île, l'agriculture et l'élevage ayant quasiment disparu. 
La peinture est un atout particulier de l'île. Initiée par un séjour de Derek Hill (peintre portraitiste anglais), l'école de Toraigh est particulièrement prolifique, et l'on compte aujourd'hui près de six peintres vivant de leurs toiles. Cette école parfois aussi appelée par les critiques « primitive » en raison des outils utilisés par le premier peintre de l'île, James Dixon à la fin des années 1950, celui-ci aurait commencé à peindre avec les poils de son âne et du cirage.

## Langue
L'irlandais (Gaeilge) y est la langue principale et maternelle, l'anglais n'y est parlé qu'avec ceux ne pouvant maîtriser l'irlandais.

## Mythologie
C'est sur cette île que se serait située, dans la mythologie celtique irlandaise, la tour de Conann, forteresse de Conann, chef des Fomoires. Cette tour fut prise par les descendants de Nemed, qui se soulevèrent contre le lourd tribut que leur imposaient chaque année les Fomoires, et Conann trouva la mort dans ce combat (Livre des conquêtes de l'Irlande).